# Bistum Port Elizabeth (römisch-katholisch)
Das Bistum Port Elizabeth (lateinisch Dioecesis Portus Elizabethensis, englisch Diocese of Port Elizabeth) ist eine in Südafrika gelegene römisch-katholische Diözese mit Sitz in Port Elizabeth.

## Geschichte
Das Bistum Port Elizabeth wurde am 18. Juni 1818 durch Papst Pius VII. als Apostolisches Vikariat Kap der Guten Hoffnung aus Gebieten des Bistums São Tomé und der Territorialprälatur Mosambik errichtet. Das Apostolische Vikariat Kap der Guten Hoffnung wurde am 30. Juli 1847 in einen Eastern District und einen Western District geteilt. Am 15. November 1850 gab das Apostolische Vikariat Kap der Guten Hoffnung, Eastern District Teile seines Territoriums zur Gründung des Apostolischen Vikariates Natal ab. Das Apostolische Vikariat Kap der Guten Hoffnung, Eastern District gab am 4. Juni 1886 Teile seines Territoriums zur Gründung des Apostolischen Vikariates Kimberley in Orange ab. Weitere Gebietsabtretungen erfolgten am 12. Juni 1923 zur Gründung der Apostolischen Präfektur Gariep und am 20. Februar 1929 zur Gründung der Mission sui juris Queenstown. Am 13. Juni 1939 wurde das Apostolische Vikariat Kap der Guten Hoffnung, Eastern District in Apostolisches Vikariat Port Elizabeth umbenannt.
Das Apostolische Vikariat Port Elizabeth wurde am 11. Januar 1951 durch Papst Pius XII. zum Bistum erhoben und dem Erzbistum Kapstadt als Suffraganbistum unterstellt.

## Ordinarien

### Apostolische Vikare vom Kap der Guten Hoffnung
- Edward Bede Slater OSB, 1818–1831
- William Bernard Allen Collier OSB, 1840–1847, dann Bischof von Port-Louis

### Apostolische Vikare vom Kap der Guten Hoffnung, Eastern District
- Aidan Devereaux, 1847–1854
- Patrick Moran, 1856–1869, dann Bischof von Dunedin
- James David Ricards, 1871–1893
- Pietro Strobino, 1893–1896
- Hugh McSherry, 1896–1938

### Apostolische Vikare von Port Elizabeth
- James Colbert, 1939–1948
- Hugh Boyle, 1948–1951

### Bischöfe von Port Elizabeth
- Hugh Boyle, 1951–1954, dann Bischof von Johannesburg
- Ernest Arthur Green, 1955–1970
- John Patrick Murphy, 1972–1986
- Michael Gower Coleman, 1986–2011
  - James Brendan Deenihan, 2011–2014 (Apostolischer Administrator)
- Vincent Mduduzi Zungu OFM, seit 2014